# Campeonato Mundial de Atletismo em Pista Coberta de 2022 - Arremesso de peso masculino
A prova do arremesso de peso masculino do Campeonato Mundial de Atletismo em Pista Coberta de 2022 ocorreu no dia  19 de março na Belgrade Arena, em Belgrado, na Sérvia.

## Recordes
Antes desta competição, os recordes mundiais e do campeonato nesta prova eram os seguintes:
|                       | Nome         | Nacionalidade  | Distância | Local        | Data                  |
| --------------------- | ------------ | -------------- | --------- | ------------ | --------------------- |
| Recorde mundial       | Ryan Crouser | Estados Unidos | 22m 82cm  | Fayetteville | 24 de janeiro de 2021 |
| Recorde do campeonato | Tomas Walsh  | Nova Zelândia  | 22m 31cm  | Birmingham   | 3 de março de 2018    |

Os seguintes recordes foram estabelecidos durante esta competição:
| Data        | Evento | Atleta        | Nacionalidade | Distância | Notas                 |
| ----------- | ------ | ------------- | ------------- | --------- | --------------------- |
| 19 de março | Final  | Darlan Romani | Brasil        | 22m 53cm  | Recorde do campeonato |

## Medalhistas
| Ouro                | Prata              | Bronze          |
| Darlan Romani (BRA) | Ryan Crouser (USA) | Tom Walsh (NZL) |

## Cronograma
Todos os horários são locais (UTC+1).
| Data        | Hora  | Evento |
| ----------- | ----- | ------ |
| 19 de março | 19:25 | Final  |

## Resultado final
A final ocorreu dia 19 de Março às 19:25.
| Posição           | Atleta                 | Nacionalidade        | #1    | #2    | #3    | #4    | #5    | #6    | Resultados | Notas                                         |
| ----------------- | ---------------------- | -------------------- | ----- | ----- | ----- | ----- | ----- | ----- | ---------- | --------------------------------------------- |
| Medalha de ouro   | Darlan Romani          | Brasil               | 21.74 | 21.79 | 22.53 | 21.31 | x     | 22.18 | 22.53      | Recorde do campeonato · Recorde sul-americano |
| Medalha de prata  | Ryan Crouser           | Estados Unidos       | 22.44 | 21.55 | 21.86 | 22.32 | x     | 21.93 | 22.44      |                                               |
| Medalha de bronze | Tomas Walsh            | Nova Zelândia        | 22.29 | x     | 21.78 | x     | x     | 22.31 | 22.31      | =                                             |
| 4                 | Filip Mihaljević       | Croácia              | 21.51 | 21.05 | x     | 21.83 | 21.03 | 21.81 | 21.83      |                                               |
| 5                 | Josh Awotunde          | Estados Unidos       | 20.74 | 21.41 | 21.70 | x     | x     | x     | 21.70      |                                               |
| 6                 | Zane Weir              | Itália               | 21.34 | x     | x     | x     | x     | 21.67 | 21.67      | Recorde nacional                              |
| 7                 | Nick Ponzio            | Itália               | x     | 21.15 | x     | x     | 20.64 | 21.30 | 21.30      |                                               |
| 8                 | Mesud Pezer            | Bósnia e Herzegovina | 20.64 | 20.94 | x     | x     | x     | 20.70 | 20.94      | Recorde da temporada                          |
| 9                 | Michał Haratyk         | Polónia              | x     | 20.42 | 20.88 |       |       |       | 20.88      |                                               |
| 10                | Konrad Bukowiecki      | Polónia              | 19.79 | 20.79 | x     |       |       |       | 20.79      |                                               |
| 11                | Asmir Kolašinac        | Sérvia               | 20.64 | x     | x     |       |       |       | 20.64      |                                               |
| 12                | Wictor Petersson       | Suécia               | 20.33 | x     | x     |       |       |       | 20.33      |                                               |
| 13                | Bob Bertemes           | Luxemburgo           | 20.10 | x     | x     |       |       |       | 20.10      |                                               |
| 14                | Tomáš Staněk           | Chéquia              | x     | 19.93 | x     |       |       |       | 19.93      |                                               |
| 15                | Francisco Belo         | Portugal             | 19.87 | x     | x     |       |       |       | 19.87      |                                               |
| 16                | Scott Lincoln          | Reino Unido          | 19.33 | 19.45 | 19.65 |       |       |       | 19.65      |                                               |
| 17                | Andrei Toader          | Roménia              | 19.10 | 19.60 | 19.33 |       |       |       | 19.60      |                                               |
| 18                | Tajinderpal Singh Toor | Índia                | x     | x     | x     |       |       |       | NM         |                                               |

Legenda
| Recorde mundial       | Recorde mundial (World record)               |                       | Recorde africano                      | Recorde africano (African) |                                           | Q | Classificado por posição (Qualified) |
| Recorde do campeonato | Recorde do campeonato (Championship record)  | Recorde da América    | Recorde da América (Americas)         | q                          | Classificado por melhor tempo (Qualified) |   |                                      |
| Melhor marca do ano   | Melhor marca do ano (World leading)          | Recorde asiático      | Recorde asiático (Asian)              | DNS                        | Não largou (Did not start)                |   |                                      |
| Recorde nacional      | Recorde nacional (National record)           | Recorde europeu       | Recorde europeu (European)            | DNF                        | Não terminou (Did not finish)             |   |                                      |
| Recorde pessoal       | Recorde pessoal do atleta (Personal best)    | Recorde da Oceania    | Recorde da Oceania (Oceania)          | DSQ / DQ                   | Desclassificado (Disqualified)            |   |                                      |
| Recorde da temporada  | Recorde da temporada do atleta (Season best) | Recorde sul-americano | Recorde sul-americano (South America) | NM                         | Sem marca (No mark)                       |   |                                      |